# Grotte di Castro
Grotte di Castro é uma comuna italiana da região do Lácio, província de Viterbo, com cerca de 2.967 (Cens. 2001) habitantes. Estende-se por uma área de 39,29 km², tendo uma densidade populacional de 75,52 hab/km². Faz fronteira com Acquapendente, Gradoli, Onano, San Lorenzo Nuovo.

## Demografia
| Variação demográfica do município entre 1861 e 2011                               |
|                                                                                   |
| Fonte: Istituto Nazionale di Statistica (ISTAT) - Elaboração gráfica da Wikipedia |